# Abu Mena
Abu Mena o Abou Mena fue un complejo monástico y centro de peregrinación de los primeros siglos del cristianismo. Sus restos se encuentran en Egipto, a unos 45 kilómetros al sudoeste de Alejandría (30°51′N 29°40′E / 30.850, 29.667), y fueron inscritos en la Lista del Patrimonio Mundial por la Unesco en 1979.
Quedan muy pocos edificios en pie, pero los cimientos de los edificios más importantes, como la gran basílica, son fácilmente discernibles.
El nivel freático de la zona se ha visto afectado por la agricultura de los alrededores; su elevación ha provocado el colapso o la desestabilización de varios edificios, por lo que el sitio fue incluido en la Lista del Patrimonio en peligro en 2001.

## Historia
San Menas de Alejandría sufrió martirio a finales del siglo III o principios del siglo IV. Según la tradición, su cuerpo fue trasladado en camello desde Alejandría hacia el desierto, más allá del lago Mariout. Llegado a un punto, el camello se negó a continuar, lo que se tomó como un signo de la voluntad divina, por lo que Menas fue enterrado en ese lugar. La situación de la tumba cayó en el olvido, hasta que fue redescubierta milagrosamente. Se cuenta que un pastor obtuvo poderes sanadores en el lugar, por lo que Constantino I el Grande le envió a su hija enferma, que descubrió allí la tumba del santo. Otras versiones sustituyen a Constantino por el emperador Zenón, del siglo V, pero los restos más antiguos de Abu Mena datan de mediados del siglo IV.
Constantino ordenó entonces la construcción de una iglesia en el lugar, que a finales del siglo IV se convirtió en un importante centro de peregrinación cristiano.
Durante el reinado de Arcadio, la iglesia se había quedado pequeña, así que el emperador, a petición del obispo local, ordenó la primera de las tres expansiones que se realizaron. A finales de la Edad Antigua, Abu Mena se había convertido en el principal centro de peregrinación de Egipto.
Abu Mena fue destruido durante la conquista musulmana, a mediados del siglo VII.

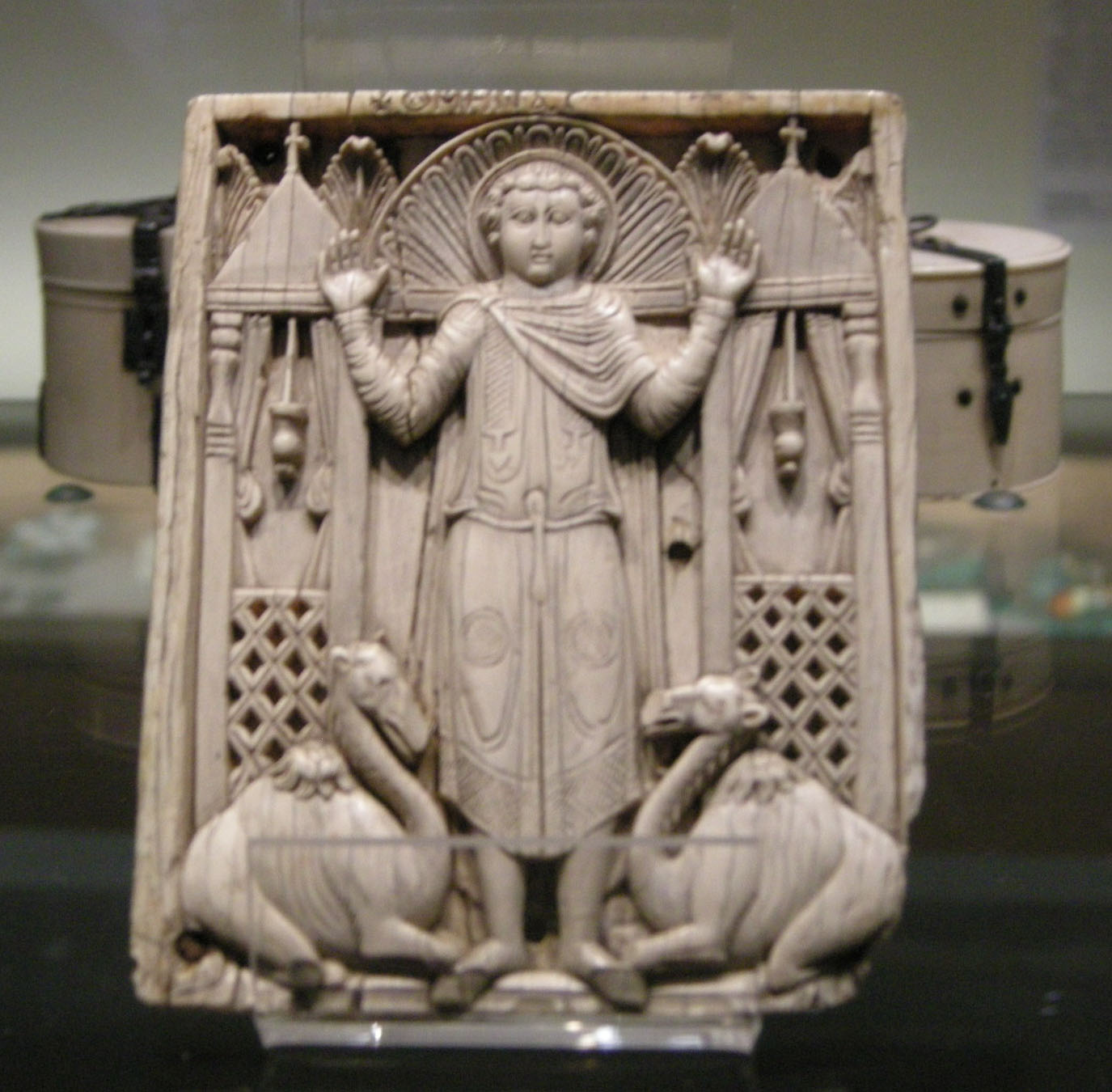
Tabla paleocristiana (Milán, Castillo de Sforzesco).
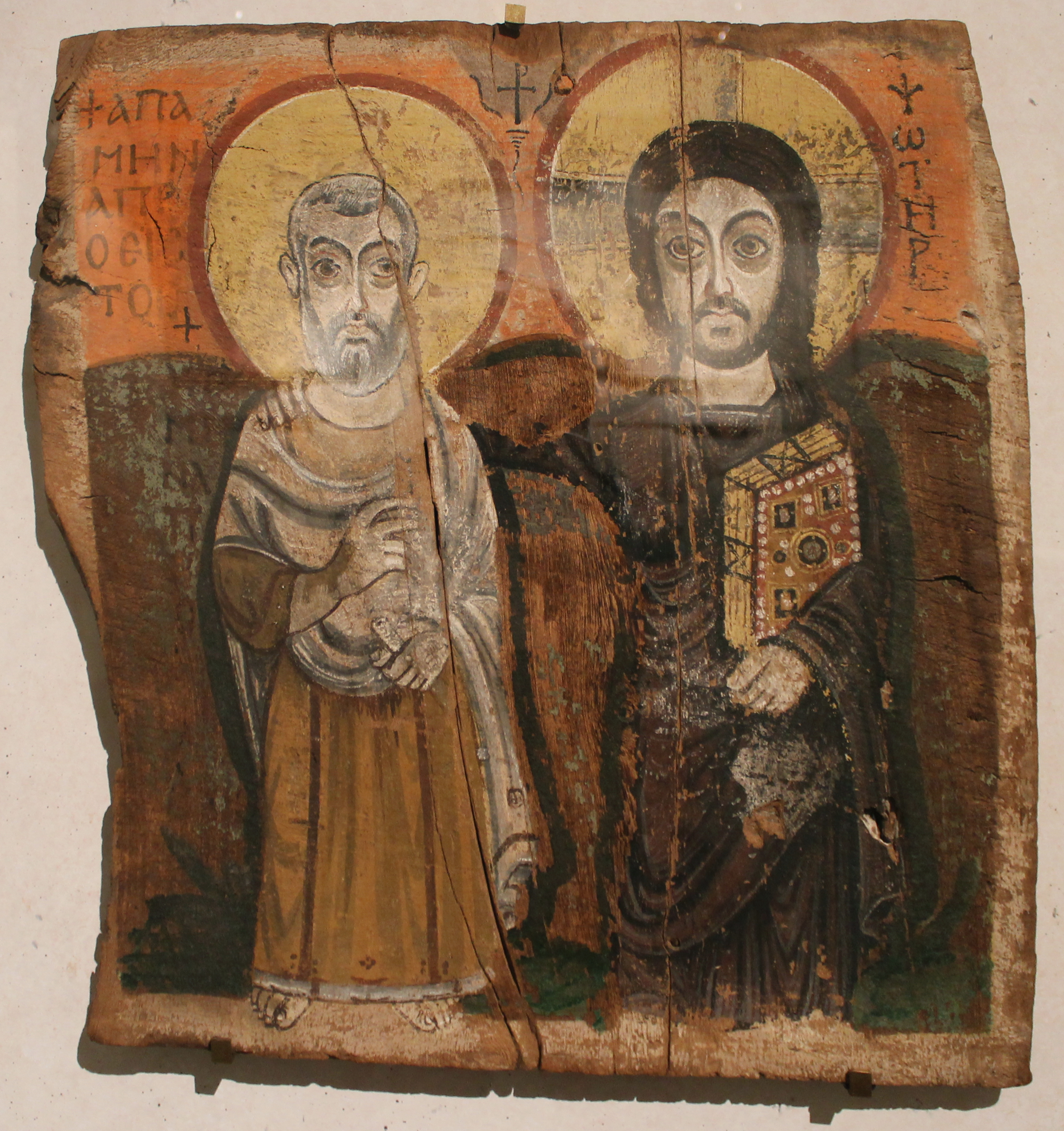
Cristo y el Abad Mena. Siglo VII. Monasterio de Baouit en Egipto. Pintura sobre madera de sicomoro. H. : 57 cm; L. : 57 cm. Regalo del gobierno egipcio, la división de las excavaciones, 1901-1902, E 11565. Sección Antigüedades Egipcias del Louvre.

## Excavaciones arqueológicas
Las primeras excavaciones se realizaron entre 1905 y 1907. Se descubrió una gran basílica, una iglesia adyacente que probablemente albergó los restos del santo y unas termas romanas.
Más tarde, el Instituto Arqueológico Alemán realizó excavaciones hasta 1998, descubriendo un albergue para peregrinos con estancias separadas para hombres y para mujeres y niños. Un complejo al sur de la basílica se ha identificado con la residencia del hegoumenos o abad. Las excavaciones sugieren que el gran xenodocheion, una zona de recepción para los peregrinos, pudo haber sido originalmente un cementerio. También se ha descubierto un baptisterio adyacente a la iglesia original y un grupo de almacenes subterráneos y prensas para hacer vino que datan de los siglos VI y VII.